# Rosa hirsuta
Rosa hirsuta (троянда волохата) — вид рослин з родини трояндових (Rosaceae). Етимологія: лат. hirsuta — «волохата».

## Поширення
Вид зростає в Індії.